# 硬叶猪笼草
硬叶猪笼草（学名：Nepenthes rigidifolia）是苏门答腊特有的热带食虫植物。其生长于海拔1000米至1600米的地区。
其种加词“rigidifolia”来源于拉丁文，“rigidus”意为“坚硬的”，“folia”意为“叶片”，指其坚硬、革质的叶片质感。“Tahul-tahul”是当地人对该物种的俗称。

## 植物学史
李乾在2001年前的早些时候发现了硬叶猪笼草。在查尔斯·克拉克2001年的《苏门答腊岛与西马来西亚的猪笼草》一书中也提及了这个物种，并作为未描述的类群而被命名为“Nepenthes species A”。在当时的记录中显示其生长于海拔1600米的地区。
2004年，李乾非正式的将这个物种命名为高山猪笼草（N. alpicola）及无翼猪笼草（N. aptera）。园艺栽培的植株通常都以这两个名字出售。虽然这两个名字都可以成为其正式的学名，但它们从未与详细的描述一同发表过，所以现在仅将它们认定为裸名。而在其之后，该物种由Pitra Akhriadi、Hernawati和罗斯朱迪·塔明（Rusjdi Tamin）正式描述，并命名为硬叶猪笼草（N. rigidifolia）。该描述发表于2004年11月22日。两年后，Pitra Akhriadi和Hernawati在《苏门答腊的猪笼草野外指南》一书中包含了该物种，并评估其保护状况。
2003年12月11日，在北苏门答腊省开罗区诗地加兰附近海拔1000米至1500米处采集到了硬叶猪笼草的模式标本，其编号为“N. rigidifolia—Nepenthes Team (Hernawati, P. Akhriadi & I. Petra) NP 354”，存放于巴东的安达拉斯大学植物标本馆（ANDA）中。另一副同模标本存放于爪哇的茂物植物园植物标本馆（BO）中。
2007年，斯图尔特·麦克弗森对硬叶猪笼草的模式产地进行了考察，并在其2009年的专著《旧大陆的猪笼草》一书中发表了一篇关于硬叶猪笼草的描述修订。

## 形态特征

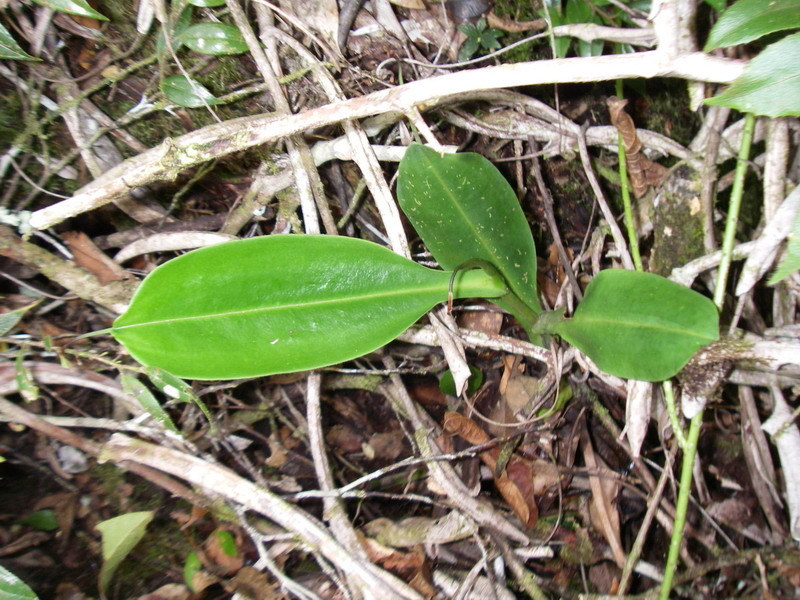
莲座状的幼年硬叶猪笼草植株，示其叶片的形状

硬叶猪笼草为藤本植物，可分支。茎呈圆柱形，直径可达1.3厘米，可长达10米。节间距可达5.1厘米。

### 叶
硬叶猪笼草的叶片无柄或具宽大的小叶柄，革质。值得注意的是其叶片特别的肥厚和坚硬。叶片呈匙形至长圆形，莲座状植株的叶片可能为卵形。其可长达20.8厘米，宽至7.8厘米。叶基渐狭，包住约茎周长的三分之二。莲座状植株的叶尖为钝尖至圆形，攀援茎上的叶基为钝尖至急尖，也可能为渐尖至急尖。部分标本的叶片略呈盾形，其笼蔓与叶片的衔接处距离叶尖可达9毫米。中脉平展，或上表面凹陷下表面凸起。中脉的两侧各有2至4条纵脉。羽状脉在叶片上表面明显，而下表面不明显。笼蔓可长达32.1厘米，可能出现笼蔓圈。

### 捕虫笼
硬叶猪笼草的下位笼通体呈宽卵形，靠近笼口处略微缩小。可高达15厘米，宽至6.4厘米。腹面具一对可宽达2毫米的笼翼，在唇下约2厘米处缩小为一对隆起。翼须可长达5毫米。笼口为椭圆形至卵形，倾斜，可长达6.7厘米，宽至4.7厘米。唇为圆柱形，扩展，可宽达2.1厘米。唇的前部可能具有一个可高达1.1厘米的凸起。唇肋可高达0.5毫米，间距可达1毫米。唇内缘具小型但明显的唇齿，长约0.5至1毫米。唇外缘向外翻卷或略呈波浪状。唇颈可长达6.7厘米，宽至4.7厘米。笼盖呈椭圆形至卵形，可长达5.2厘米，宽至3.5厘米。基部常为心形，末端常为急尖至钝尖。笼盖的两侧各有3条纵脉。笼盖下表面具大量圆形或略呈卵形的蜜腺，其直径可达0.1毫米。笼盖无附属物。笼盖基部后方具一根可长达12毫米的笼蔓尾。其不分叉或三裂。

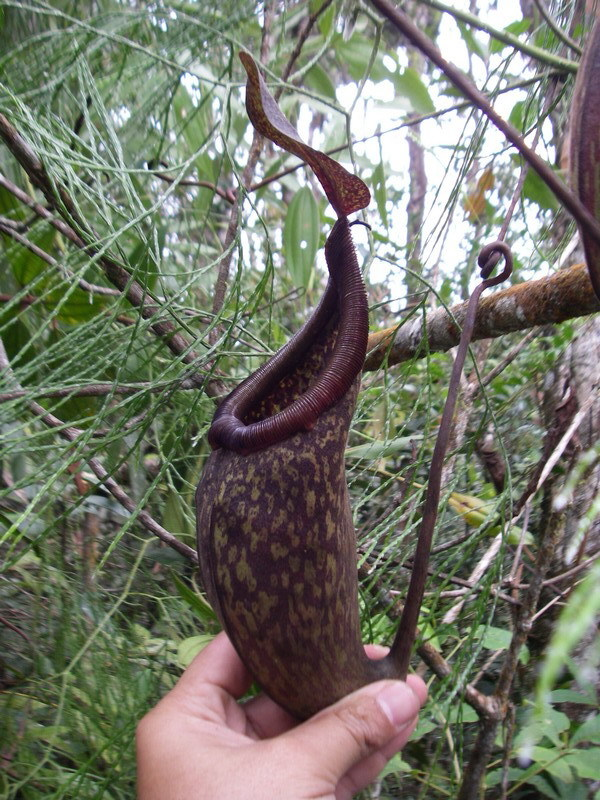
硬叶猪笼草典型的上位笼，示其与手的大小比较

硬叶猪笼草上位笼大多与下位笼相似。其下部三分之一为宽漏斗形，上部为卵形，笼口处略微缩小。上位笼的体型也较大，可高达21.1厘米，宽至9.4厘米。笼翼缩小为一对隆起。唇为圆柱形，可宽达4.4厘米。其与下位笼类似，唇肋可高达0.5毫米，间距可达1毫米。笼盖可长达7.9厘米，宽至5.6厘米。位于笼盖基部后方的笼蔓尾二裂，可长达16毫米。

### 花序
硬叶猪笼草的花序为总状花序。尚未有野生雌性花序的记录。雄性花序的花序轴可长达3.9厘米，总花梗可长达4.2厘米。苞片长约9毫米，宽约4毫米。每个花梗带两朵花，具可长达2毫米的丝状小苞片。花梗基部的未分叉部分可长达5毫米。花梗本身可长达6毫米。花被片为卵形至椭圆形，可长达5毫米，宽至3毫米。雄蕊柄长约4毫米，直径约1毫米。硬叶猪笼草是猪笼草属中少数几个会在同一个茎上长出多个花序的物种。类似的现象还出现在白猪笼草（N. alba）、苹果猪笼草（N. ampullaria）、爱登堡猪笼草（N. attenboroughii）、本斯通猪笼草（N. benstonei）、菲律宾猪笼草（N. philippinensis）、血红猪笼草（N. sanguinea）和泰国猪笼草（N. thai）之上。

### 毛被
硬叶猪笼草毛被的发达程度具有很高的可变性。一部分植株几乎完全无毛，而另一部分植株的茎部、捕虫笼、笼蔓和部分的花序可具有橙色至棕色的毛被。其发育中的下位笼和笼蔓常常具密集的柔毛，发育中的上位笼具绒毛。笼盖可能无毛或具柔毛。花总梗通常略具柔毛，部分花总梗、花梗、苞片、花被片和雄蕊柄具密集的柔毛。

### 颜色
硬叶猪笼草的叶片为绿色，茎、中脉、笼蔓可为绿色、黄色、橙色或红色。下位笼的颜色很特别：其外表面为黑色、棕色或紫色，并具有许多大型的淡绿色、棕色或橙色的斑点。内表面的上半部为白色至浅绿色或浅黄色，并具有暗红色或黑色的斑点。唇和笼盖都为暗红色、暗棕色或黑色，但笼盖下表面的颜色通常较浅。上位笼的颜色大致与下位笼相同，但通常较浅。下位笼通常具有暗棕色的唇，而上位笼的唇常为橙色至暗红色。干燥标本的茎几乎是黑色的。干燥叶片的上表面为浅棕色，下表面为暗棕色，干燥捕虫笼为黑色至棕色并具有暗棕色的斑点，而笼盖几乎为黑色。

## 生态关系
硬叶猪笼草是苏门答腊北苏门答腊省开罗区诗地加兰附近的一块小区域特有的物种。其唯一所知的分布地位于路基附近。描述作者在模式产地共观察了24株成年植株，之后的实地考察发现其种群数量已在减少，可能仅剩下两株。硬叶猪笼草陆生于低地山地森林及灌木丛中。幼苗常岩生。其海拔约在1000米至1600米之间。硬叶猪笼草与显目猪笼草（N. spectabilis）同域分布，已发现了它们之间的自然杂交种。
因硬叶猪笼草是最近描述的新物种，所以《世界自然保护联盟濒危物种红色名录》中不含硬叶猪笼草，但还是将其暂时评估为极危。2006年，Hernawati和Pitra Akhriadi利用安达拉斯大学“猪笼草队”记录的野外数据，根据世界自然保护联盟的标准非正式的将硬叶猪笼草评估为极危物种。因硬叶猪笼草并不生长于保护区内，所以其正遭受着土地清理、土地交易、公路建设及路基清理等原生地丧失的威胁。其他的威胁包括森林及灌木丛大火和植物采集者的盗采。
若其模式产地是该物种唯一的分布地，那么它将是已知最稀有的猪笼草物种之一，并“面临着灭绝的威胁”。在斯图尔特·麦克弗森的《旧大陆的猪笼草》一书中写道，急需关于硬叶猪笼草的野外研究，以正确的评估其保护状况。2010年，珍稀猪笼草采集（Rare Nepenthes Collection）成立，该组织致力于保护硬叶猪笼草及其他三种濒临灭绝的猪笼草属物种：马兜铃猪笼草（N. aristolochioides）、圆盾猪笼草（N. clipeata）和印度猪笼草（N. khasiana）。

## 相关物种
硬叶猪笼草的捕虫笼在一定程度上与邦苏猪笼草（N. bongso）很相似，但其颜色更接近于显目猪笼草。硬叶猪笼草与邦苏猪笼草、卵形猪笼草（N. ovata）的区别在于，其上位笼多为卵形，邦苏猪笼草和卵形猪笼草多为漏斗形；其叶片厚实，革质；唇窄，呈圆柱形，且具非常短小的唇齿。此外，邦苏猪笼草下位笼的体型通常大于硬叶猪笼草。虽然分类学家简·斯洛尔（Jan Schlauer）在其食虫植物数据库中承认硬叶猪笼草是一个有效物种，但他同时认为其可能是密花猪笼草（N. densiflora）的异名。
硬叶猪笼草的下位笼也可能与显目猪笼草较为类似，但可从显目猪笼草圆柱形的上位笼、较薄的叶片及分叉的笼蔓尾将其区别开来。

## 自然杂交种
仅发现了硬叶猪笼草与显目猪笼草的自然杂交种。这个自然杂交种仅发现于一个开阔的乱石区，其可能超出了硬叶猪笼草模式产地的范围（2007年斯图尔特·麦克弗森考察得到）。该自然杂交种与硬叶猪笼草的区别在于，其捕虫笼较窄，基部为漏斗形，中部具明显的笼肩。另一方面，该自然杂交种捕虫笼的体型宽于显目猪笼草，具平展的唇及较短的笼蔓尾。关于这个自然杂交种查尔斯·克拉克写道：“同卵形猪笼草与显目猪笼草的自然杂交种不同，这个自然杂交种似乎混合了两个亲本的性状，具有大型且颜色绚丽的捕虫笼”。
因硬叶猪笼草与显目猪笼草的自然杂交种的颜色非常的丰富，所以其表面上与麦克法兰猪笼草（N. macfarlanei）也有几分相似。但是麦克法兰猪笼草仅存在于西马来西亚。

## 扩展阅读
- 食虫植物照片搜寻引擎中硬叶猪笼草的照片 （页面存档备份，存于）

 维基共享资源上的相關多媒體資源：硬叶猪笼草
 維基物種上的相關：硬叶猪笼草